# Kotliny Południowoczeskie
Kotliny Południowoczeskie, (czes. Jihočeské pánve, niem. Südböhmische Talkessel) – makroregion w obrębie Masywu Czeskiego, leżący w południowej części Wyżyny Czeskomorawskiej.
Jest to kraina równinna i pagórkowata.
Leży w dorzeczu Wełtawy, dopływu Łaby.
Graniczy na południowym zachodzie z Szumawą (czes. Šumavská hornatina), od północy z Wyżyną Środkowoczeską (czes. Středočeská pahorkatina) i od północnego wschodu i wschodu z Masywem Czeskomorawskim (czes. Českomoravská vrchovina).

## Podział
- Kotlina Czeskobudziejowicka (czes. Českobudějovická pánev)
- Kotlina Trzebońska (czes. Třeboňská pánev)

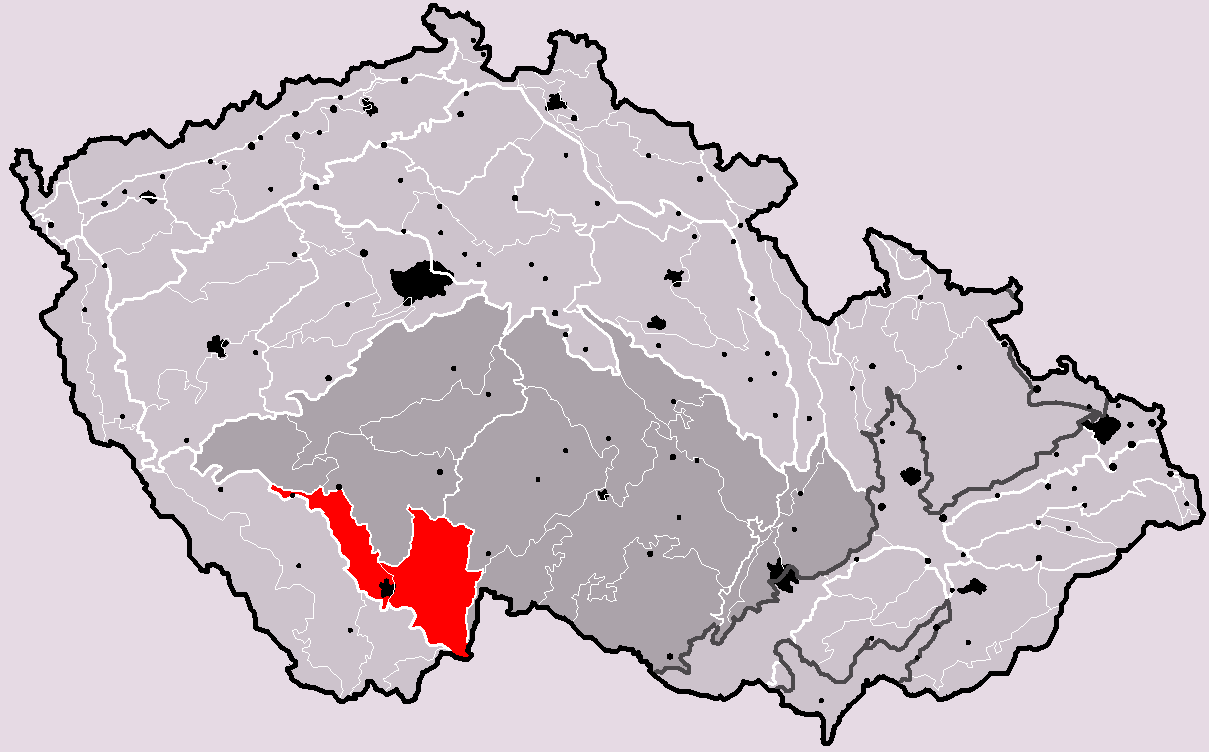
Położenie Kotlin Południowoczeskich